# Порфирий Фотиадис
Порфирий (на гръцки: Πορφύριος, Порфириос) е православен духовник, митрополит на Цариградската патриаршия.

## Биография
Роден е в началото на XIX век в лесбоското градче Мандамадос, тогава в Османската империя, със светското име Фотиадис (Φωτιάδης). Служи като велик архидякон на патриарх Григорий V Константинополски. От юли 1824 до юни 1829 година е серски митрополит. От 1829 до 1839 година е митилински митрополит. В 1839 година е избран за митрополит на Критска епархия, но подава оставка поради заболяване и се връща в Мандамадос. Умира на 9 февруари 1852 година.